# Sterre der Zee

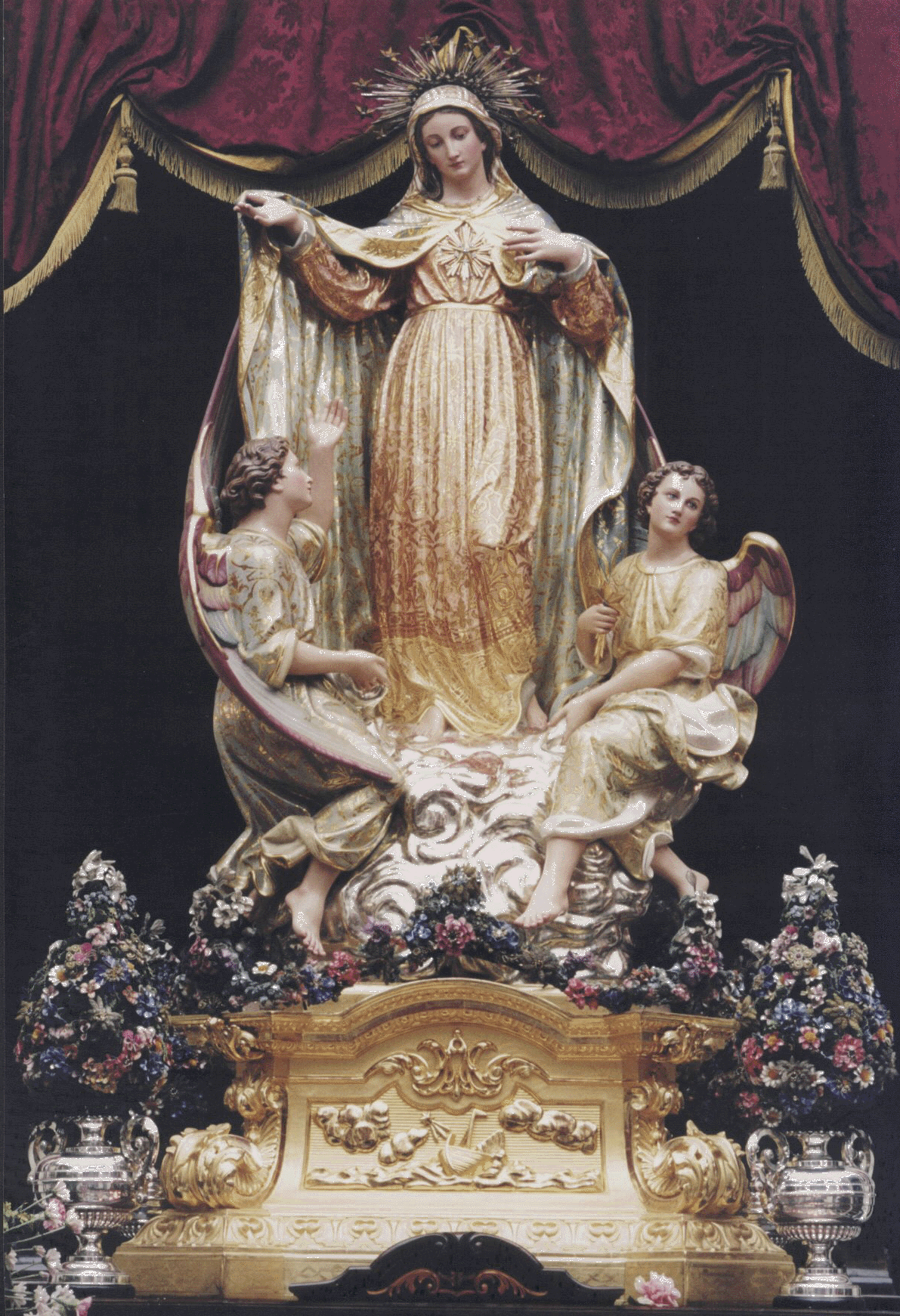
Standbeeld van Stella Maris in een kerk in Sliema in Malta

Sterre der Zee of Stella Maris is een naam voor Maria, de moeder van Jezus.

## De oorsprong van de titel
De titel "Sterre der Zee" is in de katholieke eredienst terechtgekomen door de verklaring van de naam "Maria" door de heilige Hiëronymus. Hij deelde de Hebreeuwse naam "Maryam" op in "Mar" en "Yam," wat in het Latijn neerkomt op "Stilla Maris" oftewel "druppel der Zee." Dit werd verbasterd tot "Stella Maris" oftewel "Sterre der Zee." Deze titel kwam weer in de Litanie van Loreto terecht.
"Stella Maris" of Ster der Zee was eveneens een epitheton van de godinnen Isis, Ishtar, Aphrodite en Venus. Het begrip komt in de antieke oudheid dus reeds voor en is in feite afgeleid van de functie van de planeet Venus (als ochtend- en avondster, richtpunt voor schippers), of van de Poolster (zelfde functie) die de axis mundi markeert, of ook nog van de ster Sirius die de Pleiaden aanvoert en door de Egyptenaren werd benut om de seizoenen, het tijdstip van het opkomend Nijlwater, te bepalen en hun kalender te ijken. Tussen de verering uit de oudheid en de katholieke Mariatitel is aldus geen rechtstreeks verband.